# Карнам Маллешвари
Карнам Маллешвари (телугу కరణం మల్లేశ్వరి; род. 1 июня 1975 года) — индийская тяжелоатлетка, первая женщина Индии, выигравшая олимпийскую медаль.
Чемпионка мира 1994 и 1995 годов в категории до 54 кг.
Награждена высшей спортивной наградой Индии Раджив Ганди Кхел Ратна в 1995 и четвёртой по старшинству гражданской наградой Индии Падма Шри в 1999 году.

## Биография
Маллешвари родилась в небольшой деревне штата Андхра-Прадеш в семье полицейского К. Манохара и его жены Шьямалы. Третья из шестерых детей, она имеет брата Равиндру Кумара и четырёх сестёр, трое из которых также занимаются тяжёлой атлетикой. Заняться спортом их сподвигла мать, желающая, чтобы её дочери могли улучшить свою жизнь.
Маллешвари начала тренироваться в 12-13 лет, оставив учёбу в школе примерно в том же возрасте. В 1991 году она выиграла свою первую медаль, серебро на национальных соревнованиях в Амбале.
На чемпионатах мира по тяжёлой атлетике в категории до 54 кг Маллешвари завоевала золото в 1994 и 1995 годах, бронзу — в 1993 и 1996, а в 1997 (до 59 кг) и 1999 (до 63 кг) — 5-е и 4-е место соответственно.
На чемпионате в 1995 году ей был установлен мировой рекорд поднятия тяжести в толчке — 113 кг.
Оба выступления на Азиатских играх принесли ей серебро.
Она также выиграла бронзовую медаль в категории до 63 кг на чемпионате Азии 2000 года.
В том же году она вместе с Санамача Чану представляла Индию в соревнованиях по тяжёлой атлетике на Олимпиаде в Сиднее. Она начала с 105 кг в рывке, а затем подняла 107,5 кг и 110 кг в следующих двух попытках. В толчке она стартовала на 125 кг, а затем увеличила вес до 130 кг. В третьей попытке Маллешвари попыталась поднять 137,5 кг, но не смогла. В итоге с суммарным весом 240 кг она заняла третье место в категории до 69 кг после Линь Вэйнин и Эржебет Маркуш.
Карнам планировала принять участие в Играх Содружества 2002 года, но пропустила их из-за смерти отца.
Она выступила на Олимпиаде в Афинах в категории до 63 кг, однако провалила уже первую попытку поднять 100 кг.
В 1997 году Маллешвари вышла замуж за тяжелоатлета Раджеша Тьяги (англ. Rajesh Tyagi). В 2001 у пары родился сын Шаратчандра, а в 2006 — Ангад.
В настоящее время она живёт в Ямунанагаре, Харьяна, и работает главным генеральным менеджером в Продовольственной корпорации Индии. Она также руководит Karnam Malleswari Academy для тяжелоатлетов.